# 駒澤大学法科大学院
駒澤大学法科大学院は東京都世田谷区駒沢にある、学校法人駒澤大学が運営する法科大学院である。正式名称は駒澤大学大学院法曹養成研究科法曹養成専攻専門職学位課程という。

## 概要
駒沢大学駅から徒歩4分の立地に、学生自習室や図書館を含めた法科大学院専用棟を持つ。
他法科大学院と比べた特徴は、法学未修者の入学定員が多いことと、少人数教育。
修業年限は3年（既修者は2年）である。

## 実績
- 平成23年度の司法試験合格者は2名。
- 平成24年度の司法試験合格者は5名。
- 平成25年度の司法試験合格者は3名。
- 平成26年度の司法試験合格者は2名。
- 平成27年度の司法試験合格者は4名。
- 平成28年度の司法試験合格者は2名。
- 平成29年度の司法試験合格者は3名。
- 平成30年度の司法試験合格者は3名。

## 教職員
- 臼木豊 - 教授。法学者、刑法担当
- 福崎伸一郎 - 客員教授。元判事、刑事訴訟法特別演習担当

## 出身者
- 小池達子 - 弁護士、元テレビ愛媛アナウンサー